# Into Eternity (Film)
Into Eternity ist ein Dokumentarfilm des Regisseurs Michael Madsen aus dem Jahr 2009 über Onkalo, das weltweit erste ca. 400 m tief im Fels liegende Endlager für hochradioaktive Abfälle innerhalb des Endlagers Olkiluoto (Finnland).

## Handlung
Der Film erkundet zunächst die Problematik von radioaktiven Abfällen sowie die Gründe, warum diese langfristig nicht auf der Erdoberfläche oder im Meer gelagert werden sollen, sondern im Fels. Hierzu werden verschiedene Verantwortliche von Onkalo sowie Vertreter der finnischen und schwedischen Behörden befragt. Da Onkalo nach seiner Fertigstellung und Befüllung versiegelt und für 100.000 Jahre sich selbst überlassen wird, konzentriert sich Madsen auf die Frage der Atomsemiotik. Also wie verhindert werden soll, dass spätere Generationen (denen das Wissen über die Gefährlichkeit von radioaktiven Abfällen möglicherweise fehlt) versehentlich oder absichtlich am Ort des Endlagers bohren.

## Auszeichnungen
Into Eternity wurde unter anderem am Filmfestival Crossing Europe mit dem European Documentary Award 2011 ausgezeichnet.